# Petrell de les Chatham
El petrell de les Chatham (Pterodroma axillaris) és un ocell marí de la família dels procel·làrids (Procellariidae), d'hàbits pelàgics, cria a l'illa Sud-est, de les Chatham, i es dispersa pels mars al voltant.